# Ruth Neto
Maria Ruth da Silva Chela Neto (née en 1936) est une figure de la lutte pour l’indépendance de l’Angola et défenseure des droits des femmes.
Après des études en soins infirmiers au Portugal et en Allemagne, elle rejoint en 1968 le Movimento Popular de Libertação de Angola (Mouvement populaire pour la libération de l'Angola, MPLA), s’investissant pleinement dans le combat pour libérer son pays du joug colonial portugais.
Menacée par la Polícia Internacional e de Defesa do Estado (PIDE), la police politique de l’État portugais, elle choisit l’exil et vit successivement en Allemagne, en Tanzanie et en Zambie, où elle poursuit son engagement jusqu’à l’indépendance de l’Angola en 1975.
Dès le début des années 1970, Maria Ruth Chela Neto prend les rênes de l’Organização das Mulheres de Angola (Organisation des femmes angolaises, OMA), un mouvement affilié à la Fédération démocratique internationale des femmes (WIDF).
En 1976, elle devient la première coordonnatrice nationale de l’OMA. À partir de cette même année, elle siège comme vice-présidente du comité exécutif de la WIDF, participant activement à de nombreuses conférences et séminaires à travers le monde. L'année d'après, en 1977, elle est élue au Comité central du MPLA, fonction à laquelle elle est reconduite en 1985. Lors de la réorganisation de la direction de l’OMA en 1983, elle en devient la secrétaire générale, poste qu’elle occupe jusqu’en 1999. Elle joue également un rôle central à l’échelle continentale : de 1986 à 1997, elle assure le secrétariat général de l’Organisation panafricaine des femmes.
En 1985, elle reçoit  l’Orden Ana Betancourt, la plus haute distinction décernée aux femmes par Cuba. En 2014, l’Afrique du Sud lui rend hommage en la nommant grande compagne de l’Ordre des Compagnons d'OR Tambo, une distinction réservée aux personnalités ayant contribué de manière significative à la lutte pour la liberté. En 2015, elle devient la première femme à recevoir le Prix Fils et Fille d’Afrique pour la promotion de la paix, décerné par l’Union africaine.
En 2017, son portrait est accroché au siège de l’Union africaine, aux côtés d’autres pionnières reconnues comme les mères fondatrices de l’Organisation panafricaine des femmes. Ensuite, l’OMA organise un hommage officiel pour saluer ses vingt et un ans de service en tant que secrétaire générale. Son parcours est également mis à l’honneur à la télévision portugaise : Rádio e Televisão de Portugal (Service de radio et de télévision portugais)  lui consacre un épisode dans l’émission Rostos (Visages), retraçant sa vie et son héritage.

## Biographie

### Origines et vie privée
Maria Ruth Neto nait en 1936 à Luanda, alors capitale de l’Angola sous administration portugaise. Elle est la cadette d’Agostinho Neto, figure emblématique de la lutte pour l’indépendance et premier président de l’Angola libre. Son père, Agostinho Pedro Neto, est pasteur méthodiste au sein d’une mission américaine installée à Luanda,, tandis que sa mère, Maria da Silva, enseigne dans une école locale,.
Maria Ruth grandit dans un environnement familial marqué par l’éducation, la foi et l’engagement social. Elle fréquente l’école de la mission méthodiste à Luanda aux côtés de sa cousine, Deolinda Rodrigues, nièce de sa mère qui rejoint le foyer familial en 1954 pour poursuivre sa scolarité.
En 1956, Maria Ruth obtient une bourse qui lui permet d’étudier au Séminaire de Carcavelos, au Portugal,.

### Militantisme

#### Parcours en exil
Fuyant la répression coloniale, Maria Ruth Neto et son fiancé trouvent refuge à Lüdenscheid, près de Cologne, en Allemagne. Elle y travaille dans une usine.
En 1961, elle reçoit une lettre de Maria Helena Trovoada, première dame de São Tomé-et-Principe, l’encourageant à profiter de sa présence en Europe pour se rapprocher des réseaux internationaux de femmes et s’informer des conférences à venir auxquelles les Angolaises pourraient participer.
Elle s’installe à Francfort où elle reprend ses études dans la filière d'infirmier puis poursuit une formation en analyse clinique à Fribourg.
En 1968, elle retrouve son frère Agostinho à Vienne, en Autriche. Peu de temps après, elle s’installe avec sa famille à Dar es Salaam, en Tanzanie. Elle y rejoint le bureau du MPLA et s’engage activement dans les activités de l'Organisation des femmes angolaises fondée par le MPLA en décembre 1962,.
Bien qu’exilée, elle prend, en 1970, la direction de l’OMA et joue un rôle central dans son développement. En 1971, elle rencontre des représentantes du Chicago Committee for the Liberation of Angola, Mozambique and Guinea, pour nouer des relations entre l’OMA et les mouvements féministes à l’international.
Après la proclamation de l’indépendance angolaise le 11 novembre 1975 et l'élection de son frère Agostinho Neto comme président de la République. Maria Ruth rentre à Luanda.

#### Du retour d'exil et militantisme
À son retour en Angola, Maria Ruth Neto prend en 1976 la tête de l’Organização das Mulheres de Angola,,(OMA) en tant que première coordonatrice nationale, au moment où l’organisation met en place son tout premier organe exécutif national,.
En juin de la même année, elle figure parmi les principales intervenantes d’une réunion du Bureau de la Fédération démocratique internationale des femmes (WIDF), organisée à Lisbonne,
À cette époque, Neto représente l’Angola en tant que vice-présidente du Bureau de la WIDF. Au deuxième congrès de l’OMA, tenu en mars 1988, Neto est réélue secrétaire générale. Lors du congrès du MPLA en 1990, elle interpelle directement le président José Eduardo dos Santos, successeur de son frère décédé en 1979 sur la faible représentation des femmes dans son administration.
Elle souligne que seulement 59 des 700 délégués sont des femmes, qu’une seule femme siégeait au Bureau politique, et que le Comité central ne compte que six membres féminins. Ses remarques suscitent une vive ovation parmi les participants, et le président Dos Santos invite alors les délégués à renforcer la présence féminine dans les instances dirigeantes.
En 1997, elle démissionne de son poste de secrétaire générale de l’Organisation panafricaine des femmes (PAWO), passant service à Assetou Koité, venue du Sénégal.
En 1999, Luzia Inglês Van-Dúnem lui succède en tant que secrétaire générale de l’OMA,. Jusqu’en 2008, Maria Ruth Neto continue de servir l’organisation en tant que secrétaire aux relations étrangères.

## Rencontres internationales
En 1976, elle se rend en Suède pour établir des liens avec des militantes de l’Association des femmes suédoises de gauche comme Svenska Kvinnors Vänsterförbund.
Le soutien des militantes suédoises à l’OMA prend des formes concrètes: envois de linge, de vêtements de seconde main, de machines à coudre, ainsi que des levées de fonds destinées à appuyer les programmes sociaux en Angola. Les colis étaient redistribués à des familles dans le besoin ou vendus au profit de l’organisation.
Lors du congrès du MPLA de 1977, Maria Ruth Neto est élue au Comité central du parti, aux côtés de Maria Mambo Café et Rodeth Gil.
En 1978, elle accompagne sa belle-sœur, Maria Eugénia Neto, lors d’une visite officielle en Union soviétique au nom du MPLA.
En 1979, Maria Ruth Neto participe à une session de formation au leadership organisée à Manille par la Fédération démocratique internationale des femmes (WIDF).
Maria Ruth Neto exprime à plusieurs reprises son inquiétude face à l’insuffisance de l’éducation sexuelle et des programmes de planification familiale, ainsi que face aux politiques répressives concernant l’avortement, qu’elle identifie comme des causes directes de décès évitables chez les femmes et les enfants,. Sous sa direction, l’OMA milite également pour l’éradication de pratiques comme la polygamie et le système de dot.
L’organisation s’emploie plus largement à faire évoluer les lois du pays en faveur de l’égalité des genres, tant dans la sphère domestique que sur le lieu de travail.
En mars 1981, Neto rencontre à Alger Fatma-Zohra Djeghroud, présidente de l’Union nationale des femmes algériennes. Ensemble, elles coordonnent leurs recommandations sur les luttes nationalistes et féminines pour le congrès de la WIDF à Prague, en Tchécoslovaquie.
En juin, elle se rend en Bulgarie pour participer à une conférence consacrée au développement de la petite enfance. Elle dirige également la délégation angolaise de l’OMA, composée notamment de Luisa Chongololo, Luzia Paim et d’autres cadres de l’organisation, lors du congrès d’octobre de la WIDF.
Lors du premier congrès de l’OMA tenu du 2 au 8 mars 1983, Maria Ruth Neto est élue secrétaire générale,. Elle dénonce  l’ingérence des troupes sud-africaines dans la guerre civile angolaise, en réaffirmant que les forces cubaines resteraient présentes tant que l’agression sud-africaine ne cesserait pas.
En 1984, Neto se rend à Londres pour participer à une manifestation contre l’intervention sud-africaine et le soutien américain à cette dernière. À cette occasion, elle lance un appel en faveur de la paix sur l’ensemble du continent africain.
En 1985, Maria Ruth Neto, aux côtés de Maria Mambo Café et d’Irene Neto, sa belle-sœur, est élue au Comité central du MPLA. Cette même année, elle reçoit des mains de Fidel Castro l’Orden Ana Betancourt, la plus haute distinction féminine décernée à Cuba, aux côtés de la présidente de la Fédération démocratique internationale des femmes (FDIF),Freda Brown Brown, ainsi que de représentantes du Nicaragua et de l’Union soviétique,.
En 1986, Neto succède à Fathia Bettahar d’Algérie au poste de secrétaire générale de l’Organisation panafricaine des femmes (PAWO). Elle oriente désormais ses efforts vers la promotion de la paix, des droits humains, et en particulier la défense des droits des femmes et des filles à travers le continent.
En juin 1987, lors du congrès de la Fédération démocratique internationale des femmes (WIDF) à Moscou, Maria Ruth Neto figure parmi les orateurs principaux. Elle y présente notamment l’organisation et les différents comités impliqués dans la planification de l’événement.
En décembre de la même année, elle se rend en Allemagne de l'Ouest avec d’autres membres de l’Assemblée du peuple, visitant Bonn, Düsseldorf et Berlin-Ouest. Ce déplacement a pour but de rencontrer divers groupes afin de discuter du développement de projets de coopération économique et de promotion commerciale.

## Distinctions
- 2014:  Grand Compagnon de l’Ordre des Compagnons d'OR Tambo d’Afrique du Sud, pour ses contributions majeures à l’indépendance de l’Angola[50].
- 2015: Prix Fils et Fille d’Afrique pour la promotion de la paix et de la sécurité en Afrique, décerné par l’Union africaine[50],[51].
- 2017: portrait composite la mettant en valeur avec d’autres figures emblématiques comme Jeanne Martin Cissé au siège de l’Union africaine à Addis-Abeba[50].

## Note et références
- (en) Cet article est partiellement ou en totalité issu de l’article de Wikipédia en anglais intitulé « Ruth Neto » (voir la liste des auteurs).

1. 1 2  (pt) « Associação Tchiweka de Documentação » [archive du 5 janvier 2024], sur www.tchiweka.org (consulté le 2 juillet 2025)
2. ↑  (en) Tor Sellström, Sweden and National Liberation in Southern Africa: Formation of a popular opinion (1950-1970), Nordic Africa Institute, 1999 (ISBN 978-91-7106-430-1, lire en ligne)
3. ↑  (en) Ruy Llera Blanes, A Prophetic Trajectory: Ideologies of Place, Time and Belonging in an Angolan Religious Movement, Berghahn Books, 1er mai 2014 (ISBN 978-1-78238-273-7, lire en ligne)
4. 1 2  (en-US) « Dictionary of African Biography », dans Dictionary of African Biography, Oxford University Press, 1er janvier 2011 (ISBN 978-0-19-538207-5, DOI 10.1093/acref/9780195382075.001.0001/acref-9780195382075, lire en ligne)
5. ↑  (pt) « Jornal de Angola - Notícias - Exposição inédita revela vida de Neto e da família », Jornal de Angola,‎ 12 septembre 2018 (lire en ligne [archive du 6 janvier 2024], consulté le 2 juillet 2025)
6. 1 2  Gaspar João Domingos, « Igreja metodista: um laboratório de ensino e formação libertadora:das origens inglesas à experiência angolana e aos desafios contemporâneos », dspace.uevora.pt, Universidade de Évora,‎ 7 mars 2019 (lire en ligne, consulté le 2 juillet 2025)
7. ↑  (en) Margarida Paredes, « Rodrigues, Deolinda » , sur Oxford University Press, 26 mars 2019 (consulté le 2 juillet 2025)
8. ↑  (en) Tor Sellström, Liberation in Southern Africa–
Regional and Swedish Voices, Stockholm, Elanders Gotab, 1999, 363 p. (ISBN 91-7106-500-8, lire en ligne)
9. ↑  (en) Tor Sellström, Liberation in Southern Africa–
Regional and Swedish Voices, Stockholm, Elanders Gotab, 1999, 363 p. (ISBN 91-7106-500-8, lire en ligne)
10. ↑  (en) « African First Ladies hold summit in Gabon », sur IOL, 9 février 1974 (consulté le 2 juillet 2025)
11. 1 2 3 4  « Wayback Machine » [archive du 8 avril 2023], sur nai.uu.se (consulté le 2 juillet 2025)
12. ↑  (en) Mary Ann Tétreault, Women and Revolution in Africa, Asia, and the New World, Univ of South Carolina Press, 1994 (ISBN 978-1-57003-016-1, lire en ligne)
13. ↑  Women and Revolution in Africa, Asia, and the New World, South Carolina, Columbia (ISBN 978-1-57003-016-1), p. 89–110
14. ↑  Violence and Gender in Africa's Iberian Colonies: Feminizing the Portuguese and Spanish Empire, 1950s–1970s, Cham (ISBN 978-3-030-17229-9)
15. ↑  (en) Liberation in southern africa, 1976 (lire en ligne)
16. ↑  (en) Jeremy Ball, « The History of Angola » , sur Oxford University Press, 20 novembre 2017
17. ↑  Gonçalves, Luis, Neto, Agostinho (1922–1979), 2012
18. 1 2  Giulia Strippoli, « Arriving from the revolution: International Women’s Year in the Portuguese ‘Hot Summer’ », Women's History Review, vol. 34, no 1,‎ 2 janvier 2025, p. 27–41 (ISSN 0961-2025, DOI 10.1080/09612025.2023.2277485, lire en ligne, consulté le 2 juillet 2025)
19. 1 2  « n2:0961-2025 - résultats de recherche », sur search.worldcat.org (consulté le 2 juillet 2025)
20. ↑  « Arriving from the revolution: International Women’s Year in the Portuguese ‘Hot Summer’ | WorldCat.org », sur search.worldcat.org (consulté le 2 juillet 2025)
21. ↑  « Liberation in Southern Africa : the Organization of Angolan Women | WorldCat.org », sur search.worldcat.org (consulté le 2 juillet 2025)
22. 1 2  Internet Archive, Angolan women building the future : from national liberation to women's emancipation, London : Zed Books ; Totowa, N.J. : US distributor, Biblio Distribution Center, 1984 (ISBN 978-0-86232-263-2 et 978-0-86232-262-5, lire en ligne)
23. ↑  (en) African Women: A Political Economy, New York, p. 129–136
24. ↑  Thomas Internet Archive et D. C. ) Foreign Area Studies Angola American University (Washington, Angola : a country study, Washington, D.C. : The Division : For sale by the Supt. of Docs., U.S. G.P.O., 1991 (lire en ligne)
25. ↑  George Thomas Internet Archive, Encyclopedia of the Third World, New York, N.Y. : Facts on File, 1982 (ISBN 978-0-87196-457-1, 978-0-87196-348-2 et 978-0-87196-349-9, lire en ligne)
26. ↑  (en) Internet Archive, Unclassified-FBIS Daily Report Africa Sub-Sahara, 7 décembre 1990 (lire en ligne)
27. ↑  African Women, Pan-Africanism and African Renaissance, Paris (ISBN 978-92-3-100130-7)
28. ↑  (pt) « Luzia Inglês “Inga”, SG da OMA », sur CLUB-K ANGOLA - Notícias Imparciais de Angola, 14 février 2011 (consulté le 2 juillet 2025)
29. ↑  (pt) grxnet.com, « JOANA TOMÁS É A NOVA SECRETÁRIA-GERAL DA OMA » [« Oana Tomás est la nouvelle secrétaire générale de l'OMD »], TPA - Televisão Pública de Angola,‎ 26 mars 2021 (lire en ligne [archive du 20 août 2024], consulté le 2 juillet 2025)
30. ↑  (pt) grxnet.com, « Os momentos marcantes da homenagem a Ruth Neto » [« Les moments forts de l'hommage à Ruth Neto »], Jornal de Angola,‎ 8 avril 2017 (lire en ligne [archive du 2 février 2022], consulté le 2 juillet 2025)
31. ↑  Liberation in Southern Africa–Regional and Swedish Voices, Uppsala (ISBN 978-91-7106-500-1), pp. 21–23
32. ↑  Liberation in Southern Africa–Regional and Swedish Voices (ISBN 978-91-7106-500-1), p. 21–23.
33. 1 2  Margarida Paredes, Combater duas vezes: Mulheres na luta armada em Angola, novembre 2015 (lire en ligne)
34. ↑  (en) United States Joint Publications Research Service, Translations on Sub-Saharan Africa, 1978 (lire en ligne)
35. ↑  « Proceedings of the International Seminar On Leadership Training for Rural Women In Socio-Economic Development : Philippine International Convention ... | Alexander Street, part of Clarivate », sur search.alexanderstreet.com (consulté le 2 juillet 2025)
36. 1 2  (en) Internet Archive, Sub-Saharan Africa Report, 24 janvier 1984 (lire en ligne)
37. ↑  The Palgrave Handbook of Communist Women Activists around the World, Palgrave Macmillan. (ISBN 978-3-031-13126-4), pp. 613–642
38. ↑  Phambili, Johannesburg, 1988, p. 57–62
39. ↑  « Wayback Machine » [archive du 9 janvier 2024], sur disa.ukzn.ac.za (consulté le 2 juillet 2025)
40. ↑  (en) Internet Archive, Near East/North Africa Report No. 2328, 12 mai 1981 (lire en ligne)
41. ↑  (en) Internet Archive, Sub-Saharan Africa Report No. 2450, 20 juillet 1981 (lire en ligne)
42. ↑  (en) Internet Archive, Sub-Saharan Africa Report No. 2514, 2 novembre 1981 (lire en ligne)
43. ↑  (en) Internet Archive, Sub-Saharan Africa Report, 13 février 1984 (lire en ligne)
44. ↑  « Brittain, Victoria. Angolan President Strengthens His Grip with New Politburo », The Guardian,‎ 14 décembre 1985, p. 5 (lire en ligne, consulté le 2 juillet 2025)
45. 1 2 3  (en) Internet Archive, Unclassified-FBIS Daily Report Africa (Sub-Sahara), 9 décembre 1987 (lire en ligne)
46. ↑  Fidel, mujer, niñez y famili: selección temática, Havana, Cuba: Editora Historia (ISBN 978-959-7048-76-3), p. 343
47. ↑  African Women, Pan-Africanism and African Renaissance, paris (ISBN 978-92-3-100130-7)
48. ↑  African Women, Pan-Africanism and African Renaissance., Paris (ISBN 978-92-3-100130-7)
49. ↑  « Toward 2000--Without Nuclear Weapons! For Peace, Equality, Development: Moscow, USSR, June 23-27, 1987 | Alexander Street, part of Clarivate », sur search.alexanderstreet.com (consulté le 2 juillet 2025)
50. 1 2 3  (en-US) admin, « The AU honours African women during commemoration of International Women’s Day », sur herald, 15 mars 2017 (consulté le 2 juillet 2025)
51. ↑  (en-US) « The AU honours  African women during commemoration of International Women’s Day  | The Herald » [archive du 16 novembre 2017], sur www.herald.co.zw (consulté le 2 juillet 2025)